# Paradiesvogelblume
Die Paradiesvogelblume (Strelitzia reginae), auch Königs-Strelitzie, Königin-Strelitzie oder Papageienblume genannt, ist eine Pflanzenart aus der Gattung der Strelitzien (Strelitzia) innerhalb der Familie der Strelitziengewächse (Strelitziaceae).

## Beschreibung und Ökologie

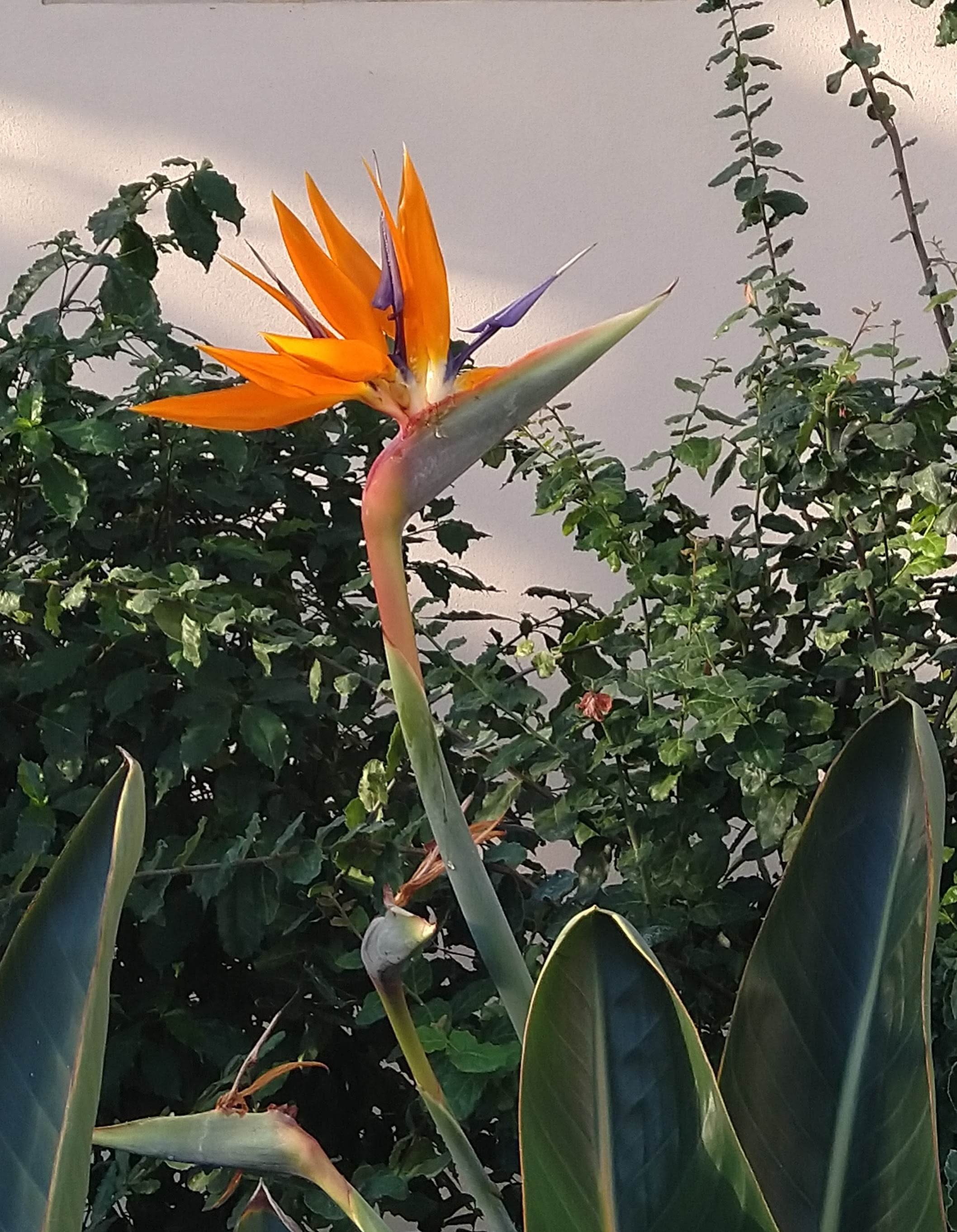
Blütenstand

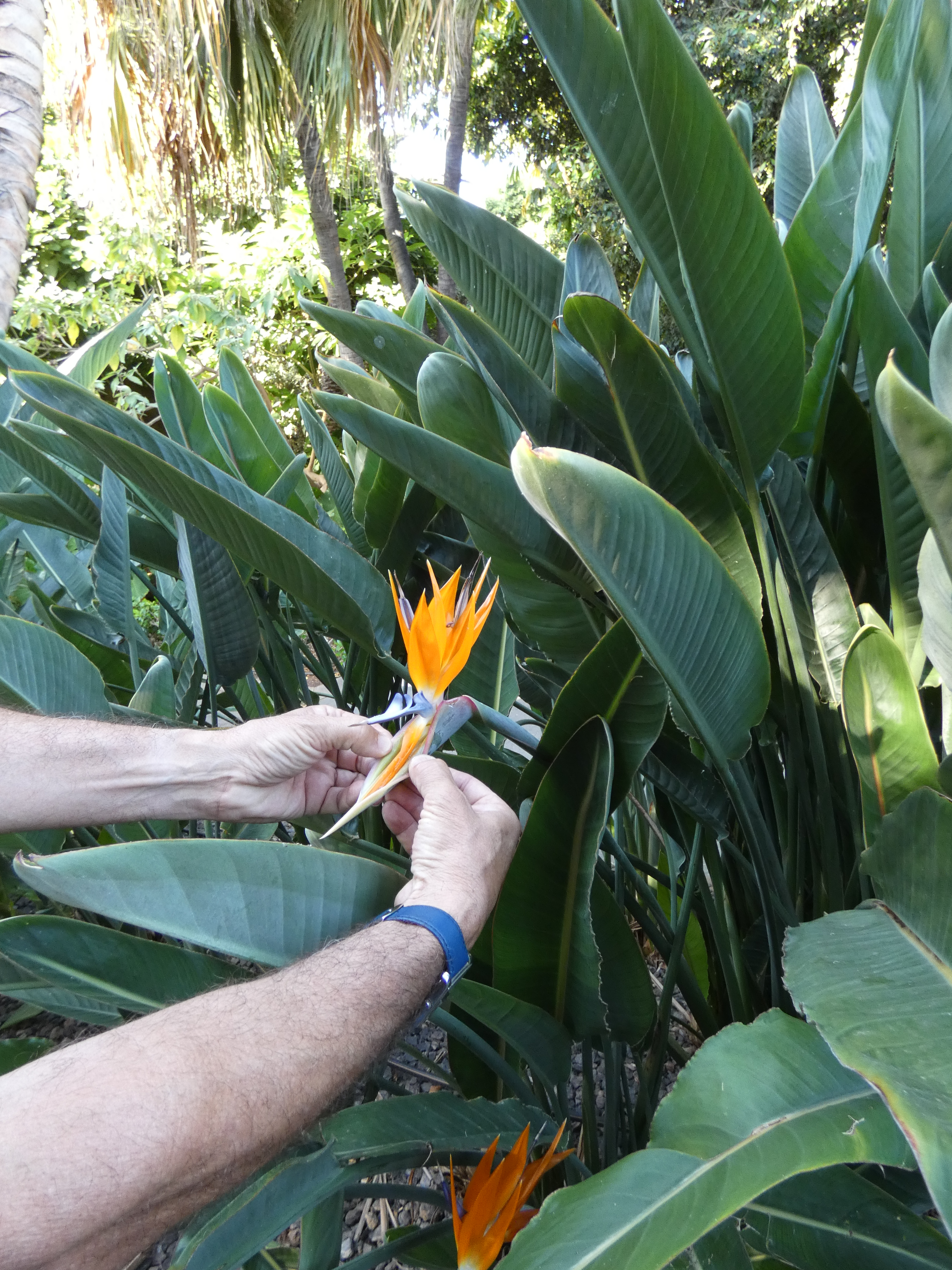
Blütenstand mit geöffnetem Hochblatt

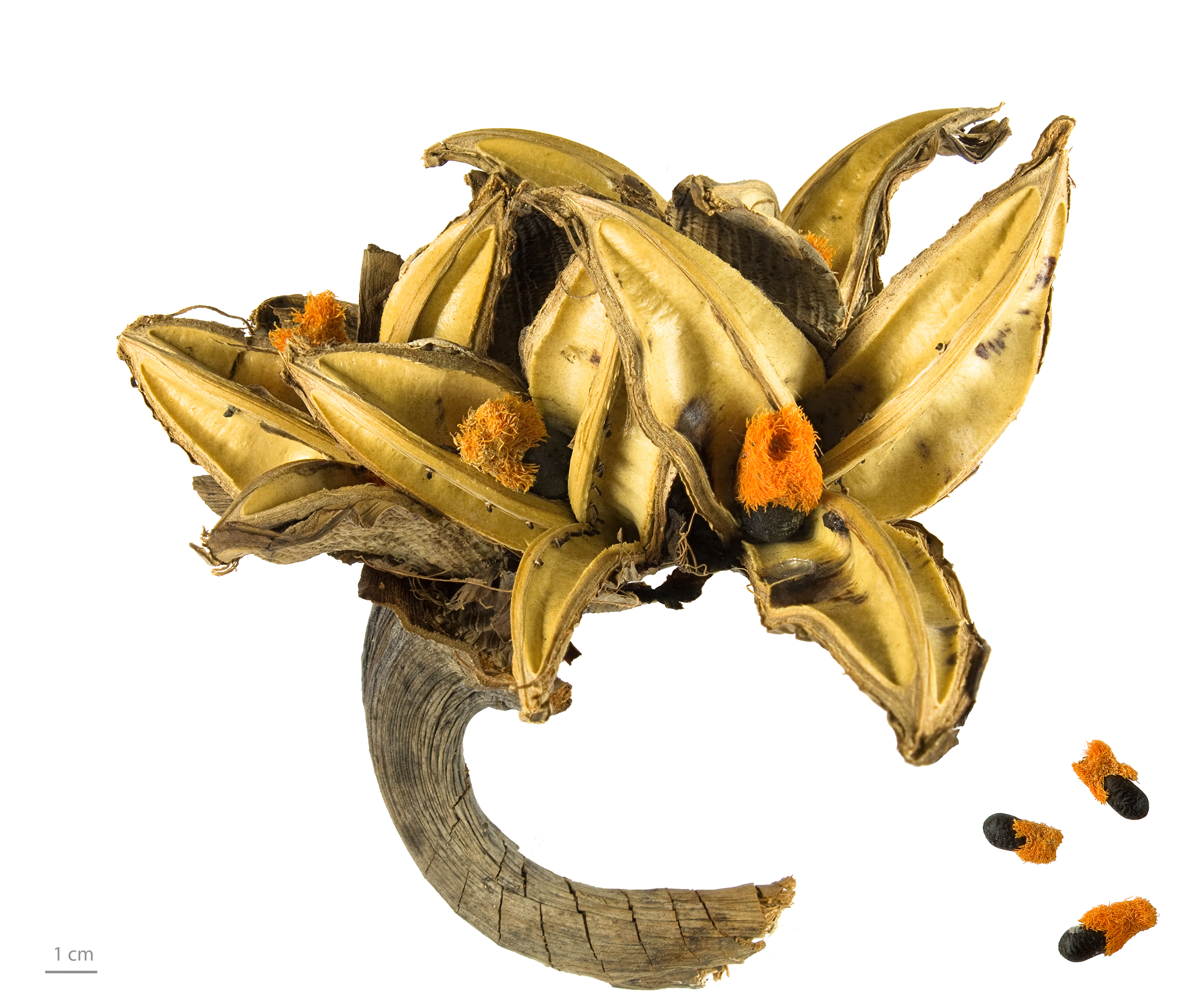
Früchte und Samen

### Vegetative Merkmale
Die Paradiesvogelblume ist eine immergrüne, ausdauernde, krautige Pflanze, die Wuchshöhen von 80 bis 200 Zentimeter erreicht. Sie bildet mit ihren verzweigten Rhizomen horstartige Bestände. Die grundständigen Laubblätter ähneln denen von Bananen und sind 0,25 bis 1 Meter lang gestielt. Ihre einfachen, eilänglichen, glattrandigen Spreiten messen 25 bis 50 × 10 bis 26 Zentimeter.

### Generative Merkmale
Der blattachselständige, aufrechte Blütenstandsschaft ist meist etwas länger als die Laubblätter und besitzt nur einige auf die Blattscheide reduzierte Blätter. Der deutlich gestielte Blütenstand bildet vom Blütenstandsschaft einen Winkel von etwa 45° nach oben und ist teilweise von einem schnabelförmigen, etwa 12 bis 20 Zentimeter langen Hochblatt (der sogenannten Spatha), das meist rote Ränder aufweist, umhüllt. Die Blüten öffnen sich nacheinander und sind ungefähr 10 Zentimeter lang. Die jeweils drei Blütenhüllblätter sind in den beiden Kreisen in Form und Farbe sehr unterschiedlich. Von den drei meist leuchtend orangefarbenen, bei einigen Sorten gelben Blütenhüllblättern des äußeren Kreises ist das mittlere kleiner als die seitlichen. Von den inneren drei intensiv blauen Blütenhüllblättern ist das obere kurz, fast kreisförmig und überdeckt den Eingang zur „Nektarkammer“; die beiden großen seitlichen sind pfeilartig verwachsen und umhüllen den Griffel und die fünf fertilen Staubblätter. Die Paradiesvogelblume ist protandrisch, der Pollen reift also bevor die Narbe dieser Blüte bestäubungsfähig ist. Setzt sich ein Vogel auf die „Pfeilspitze“, um an den Nektar zu gelangen, öffnen sich die Kronblätter etwas und der verklebte Pollen wird freigesetzt.
Die Paradiesvogelblume kann ganzjährig blühen, besonders aber von Dezember bis Mai. Sie werden von dem Nektarvogel Nectarinia afra bestäubt.
Es werden holzige, dreifächerige Kapselfrüchte gebildet. Die Samen weisen einen orangefarbenen, wolligen Arillus auf.
Die Chromosomenzahl beträgt 2n = 14.

## Vorkommen
Die Paradiesvogelblume kommt in Südafrika in den Kap-Provinzen an Flussufern und auf Waldlichtungen vor.

## Systematik
Strelitzia reginae wurde 1789 von William Aiton, Hortus Kewensis (W. Aiton), 1, S. 285, Tafel 2 gültig erstbeschrieben. Bei Moore & Hyypio 1970 wird erläutert, dass Joseph Banks der Gattung in einem persönlichen Schreiben vor der gültigen Veröffentlichung den Namen Strelitzia zu Ehren von Königin Charlotte gab. Oft liest man als Autor Banks ex Ait., doch hat Aiton und nicht Banks den gültigen Artikel geschrieben; das Durcheinander bei der Nennungen von Autoren scheint bei William Curtis 1790 entstanden zu sein.
Der biologische Artname der Pflanze „reginae“ ist der lateinischen Sprache entlehnt und bedeutet „Königin“. Der Artenname wurde zu Ehren der Königin Charlotte von Großbritannien vergeben, die 1744 als Prinzessin Sophie Charlotte von Mecklenburg-Strelitz in der mecklenburgischen Kleinstadt Mirow geboren wurde und 57 Jahre lang an der Seite ihres Gemahls, König Georg III. an der Spitze des britischen Empires stand. Mit der an ihre Heimat Strelitz angelehnten Namensgebung drückte der britische Naturforscher und Botaniker Joseph Banks seinen Respekt für die botanisch sehr interessierte und kundige Königin aus. Queen Charlotte machte ihrer herzoglichen Familie im damaligen Mecklenburg-Strelitz 1818 eine Strelitzienstaude zum Geschenk, die ihren Platz in der Orangerie ihres Bruders, Herzog Adolf Friedrich IV., in dessen Residenzstadt Neustrelitz fand. Hier blühte die Paradiesvogelblume als erste Pflanze ihrer Art in Deutschland erstmals 1822. Seit 1995 ist die Strelitzie die Stadtblume von Neustrelitz.
Die Systematik der Art Strelitzia reginae Banks, ihrer Unterarten, Varietäten und der nächst verwandten Arten wurde lange diskutiert. Dies führte zu einer Reihe von Synonymen: Strelitzia parvifolia W.T. Aiton, Strelitzia reginae var. parvifolia (W.T. Aiton) auct., Heliconia strelitzia J.F. Gmel., Strelitzia angustifolia W.T. Aiton, Strelitzia farinosa W.T. Aiton, Strelitzia gigantea J. Kern., Strelitzia glauca Rich., Strelitzia humilis Link, Strelitzia ovata W.T. Aiton, Strelitzia regalis Salisb., Strelitzia rutilans C.Morren.
Noch bei Moore & Hyypio 1970 wurde diskutiert, ob Strelitzia reginae var. juncea (Ker Gawl.) H.E. Moore eine Varietät von Strelitzia reginae oder eine eigenständige Art ist. Dies wurde kurze Zeit später, 1975 von R. A. Dyer und inzwischen mehrmals bestätigt, zu Gunsten der Art Strelitzia juncea Link entschieden.
Bei Germishuizen et al. 2003 gibt es zwei gültige Unterarten:
- Strelitzia reginae Aiton subsp. reginae: Die natürlichen Vorkommen liegen in Höhenlagen zwischen 155 und 600 Meter im Eastern Cape und in KwaZulu-Natal.
- Strelitzia reginaeAiton subsp. mzimvubuensis Van Jaarsv.: Sie wurde 2007 aus der südafrikanischen Provinz Eastern Cape erstbeschrieben.

## Nutzung
Die Paradiesvogelblume wird zerstreut als Zierpflanze in Kübeln, Parkanlagen und auf Terrassen, sowie als Schnittblume genutzt. Die Sorte 'Humilis’ (auch als 'Pygmaea' bezeichnet) wird bis zu 80 Zentimeter hoch und wächst in dichten Gruppen. Die äußeren Perigonblätter der Sorte 'Mandela’s Gold' sind gelb.
Bei der Ostermesse am 21. April 2019 mit Papst Franziskus war der Petersplatz in Rom mit rund 55.000 Blumen geschmückt, darunter 1.500 Paradiesvogelblumen.